# 사운드웨이브
트랜스포머 프랜차이즈에서 등장하는 사운드웨이브 (Soundwave)는 여러 캐릭터이며 대부분의 작품에서 디셉티콘 소속의 정보 장교로 묘사된다. 다중우주 설정으로 다른 세계관, 다른 트랜스포머 작품의 사운드웨이브도 등장하나 모두 다른 인물들이다.

## 상세
대부분의 작품에서 메가트론의 충신 캐릭터로 등장하며, 가슴 속에 휘하 부하인 카셉티콘들을 데리고 다닌다. 대표적으로 레이저비크가 있다.
실사영화 세계관 트랜스포머 3편에서는 메르세데스-벤츠 SLS AMG으로 변형한다.
얼라인드 세계관에서 과거 사운드웨이브는 검투사 출신이었고 정보로 활용을 효율적으로 하기 위해 자기 감정을 제거해 버렸다.

## 성우
- 트랜스포머 G1, 트랜스포머 실사영화 시리즈, 트랜스포머 프라임 - 프랭크 웰커
- 트랜스포머: 워 포 사이버트론, 트랜스포머: 폴 오브 사이버트론 - 아이삭 C. 싱글톤 주니어